# النمو المعرفي للأطفال الرضع
يعتبر النمو المعرفي للأطفال الرضع المرحلة الأولى من التطور المعرفي البشري. يهتم المجال الأكاديمي لدراسات النمو المعرفي للأطفال الرضع بكيفية تطور العمليات النفسية المرتبطة بالتفكير والمعرفة عند الأطفال. تؤخذ المعلومات بعدة طرق: من خلال النظر والصوت واللمس والتذوق والرائحة واللغة، وجميع تلك العمليات تتطلب معالجة بواسطة نظامنا المعرفي.
تعود أصول البحث العلمي في هذا المجال إلى النصف الأول من القرن العشرين من خلال نظرية جان بياجيه للتطور المعرفي. تقدّم مجال التطور المعرفي للرضع وأساليب دراسته بشكل كبير منذ مساهمة بياجيه فيه، إذ قام العديد من علماء النفس بدراسة مجالات مختلفة من التطور المعرفي بما في ذلك الذاكرة واللغة والإدراك وأنتجوا مختلف النظريات مثل نظرية بياجيه الحديثة في التطور المعرفي.

## نظرة عامة
تنص نظرية الصفحة البيضاء على أن العقل البشري عند الولادة يكون عبارة عن «صفحة بيضاء» لا يحتوي على أي قوانين لمعالجة المعلومات، وأن المعلومات تُضاف إليه لاحقًا وأن قواعد التعامل مع المعلومات تتشكل فقط من خلال التجارب الحسية للشخص. تُنسب الفكرة الحديثة للنظرية إلى مقال جون لوك عن الفهم البشري الذي كتبه في القرن السابع عشر.
وتذكر النظرية أننا ولدنا مع بعض الأسس المعرفية التي تسمح لنا بالتعلم واكتساب مهارات معينة مثل اللغة (على سبيل المثال نظرية النحو الكلي التي تقول إنَّ برمجة قواعد اللغة هي أمر أساسي موجود في الدماغ) وترتبط النظرية مع آخر عمل لنعوم تشومسكي وجيري فودور وستيفن بينكر.

إذا قبل المرء حقيقة عدم وجود أي أمر معروف مسبقًا حتى يتم تعلمه وأنّ الجميع يتشاركون الفطرة الأساسية، فيجب على الأطفال عندئذ القيام ببعض الاستدلالات الوجودية حول كيفية عمل العالم وأنواع الأشياء التي يتضمنها. تُدرَّس هذه العملية في علم النفس وتُدرَس مدى منطقيتها في الفلسفة.
«نكتسب المعتقدات في سن مبكرة ونعتبرها أمرًا مسلمًا به في الحياة... نعود بعد ذلك للتفكير بالافتراضات المنطقية ونجدها محيرة وغير منطقية بشكل أكبر مما كنا نعتقد. تثير المفاهيم التي نستخدمها عادة أنواع الأسئلة التي تسمى أسئلة فلسفية».  كولن ماكغين من كتابه مسائل فلسفية لعام 1993.

## جان بياجيه
كتب جان بياجيه نظرية التطور المعرفي من خلال دراساته على الأطفال. توجد أربع مراحل من التطور المعرفي وفقًا لنظرية بياجيه للتطور المعرفي:
1. المرحلة الحسية (من الولادة حتى بلوغ 24 شهرًا).
2. مرحلة ما قبل العمل (من 24 شهر حتى 7 سنوات).
3. مرحلة العمل البسيط (من 7 سنوات حتى 12 سنة).
4. مرحلة العمل الرسمي (أكبر من 12 سنة).

يجري التطور المعرفي للرضع في المرحلة الحسية التي تبدأ عند الولادة وتمتد حتى يبلغ عمر الطفل نحو عامين. تتكون المرحلة الحسية من ست مراحل فرعية.
| المرحلة الأولى: ردود الأفعال                          | منذ الولادة وحتى 6 أسابيع. |
| المرحلة الثانية: ردود الأفعال المتكررة الأولية        | بين 6 أسابيع و4 أشهر.      |
| المرحلة الثالثة: ردود الأفعال المتكررة الثانوية       | بين 4 أشهر و8 أشهر.        |
| المرحلة الرابعة: تنسيق ردود الأفعال المتكررة الثانوية | بين 8 أشهر و12 شهرًا.       |
| المرحلة الخامسة: مرحلة ردود الأفعال المتكررة الثالثة  | بين 12 شهرا و18 شهرًا.      |
| المرحلة السادسة: مرحلة التمثيل العقلي                 | بين 18 وحتى 24 شهرًا.       |

## ليف فيغوتسكي
كان للعالم ليف فيغوتسكي تأثير كبير في نظرية التطور المعرفي. اهتمت نظريته بدراسة منطقة التطوير القريبة. يعتقد فيغوتسكي أيضًا أنّ العوامل الاجتماعية والثقافية ساهمت بشكل كبير في التنمية المعرفية. وذكر أن التطور يحدث أولاً بشكل اجتماعي حيث يلاحظ الأطفال سلوك آبائهم ويحاولون تقليده. يرشد الآباء أطفالهم من خلال هذا التقليد ويقومون بتصحيحه وتقديم تحديات جديدة لهم. يعتبر اللعب جزءًا لا يتجزأ من التطور المعرفي وفقًا لفيغوتسكي إذ يكتسب الأطفال الثقة في مهاراتهم اللغوية ويبدؤون بتنظيم عمليات التفكير الخاصة بهم. تطرق فيغوتسكي لموضوع اختلاف فعالية الطفل باختلاف ما إذا كان يقوم بحل مشاكله بمفرده أو إذا كان يوجد طفل آخر أو شخص بالغ يساعده. وأشار إلى هذا الاختلاف باسم «منطقة التطوير القريبة». تقول النظرية إنه إذا كان الطفل يتعلم إكمال المهمة وكان الشخص البالغ قادرًا على تقديم المساعدة له سيكون الطفل عندها قادرًا على الانتقال إلى منطقة جديدة من التطور المعرفي وحل المشكلات. أشار فيغوتسكي إلى هذه العملية باسم «الدعامات» وذكر أنها تساعد على سد الفجوة بين القدرات المعرفية الحالية للطفل وإمكانياته الكاملة.

## إريك إريكسون
كان إريك إريكسون عالم نفس بارزًا أسس نظرية تحليل السلوك النفسي الاجتماعي، وافترض وجود ثماني مراحل للتطور من الطفولة حتى البلوغ، يوضع الفرد في كل مرحلة أمام مشاكل محتملة ويستمر بالنجاح أو الفشل في كل مرحلة لترسم النتائج الحالة النفسية له. تستمر المرحلة الأولى من التطور منذ الولادة وحتى سن 18 شهرًا وتغطي فترة الرضاعة. كان من المشاكل التي حددها إريكسون خلال هذه الفترة هي الثقة مقابل عدم الثقة. يواجه الطفل خلال هذه المرحلة الضعيفة من حياته الشكوك في العالم وبالتالي يعتمد على من يقدم الرعاية له. فرض إريكسون أن الطفل إذا تلقى رعاية ثابتة سيشعر بثقة. أما إذا لم يتلق رعاية جيدة فسوف يتطور لديه حس عدم الثقة ما سيؤدي إلى زيادة الشعور بالقلق وعدم الأمان في علاقاته المستقبلية.

## تطور العمليات العقلية

### الفطرة التكيفية للنضوج المعرفي
يعتبر التطور عادةً عملية تدريجية لأننا ننتقل إلى مراحل أو سلوكيات أكثر تعقيدًا مع زيادة العمر. يؤدي ذلك إلى تفسيرنا للأنماط الأولية غير الناضجة من الإدراك على أنها أشكال غير مكتملة من نماذج سلوك البالغين. لكن ذلك ليس صحيحًا بشكل كامل، إذ يمكن أن تنجز أشكال النمو غير الناضجة بعض الوظائف الخاصة بها بشكل أفضل لأنها تتكيف مع البيئة الحالية للرضيع. على سبيل المثال: تحمي مهارات الإدراك الحسي الأولية نظامهم العصبي من التعرض للتوتر الزائد. إن حقيقة امتلاك الأطفال عملية بطيئة لمعالجة المعلومات تمنعهم من أداء عمليات فكرية في وقت مبكر من حياتهم والتي قد تسبب لهم مشاكل لاحقًا بسبب اختلاف البيئة. ومن هذا المنطلق يمكننا افتراض أن القدرات المعرفية والإدراكية للأطفال الصغار مصممة لتلائم احتياجهم في هذا الوقت من حياتهم وتختلف عن نماذج تفكير البالغين الكبار. بحث هانوس بابوسيك في عام 1977 في المفهوم القائل إنَّ التعلم في مرحلة الطفولة قد لا يكون مفيدًا للرضيع إذا سبب فرطًا في التفكير. قام بتجربة علّم فيها الأطفال الرضع تحريك رؤوسهم نحو صوت الجرس، بدأ التدريب على أطفال عند الولادة أو بعمر 31 أو 44 يومًا. واكتشف أنَّ الأطفال الذين تعلموا من سن الولادة احتاجوا تجارب وأيامًا أكثر من الأطفال الذين بدؤوا بعمر أكبر. يحتاج الأطفال إلى التحفيز ولكن إذا كان التحفيز زائدًا يمكن أن يلهي الرضّع والأطفال الصغار عن مهام أساسية أخرى ويحل مكان الأنشطة الأخرى المهمة لتنميتهم مثل التفاعل الاجتماعي.

### الذاكرة
يكون تطور الذاكرة عند الأطفال واضحًا خلال أول سنتين إلى ثلاث سنوات من حياة الطفل إذ يظهر تقدمًا ملحوظًا في الذاكرة الصريحة. يستمر هذا التحسن في مرحلة المراهقة مع تطور الذاكرة قصيرة الأمد والذاكرة العاملة والذاكرة طويلة الأمد وذاكرة السيرة الذاتية.
أشارت الأبحاث المتعلقة بتطور الذاكرة إلى أن الذاكرة الصريحة قد توجد عند الأطفال الذين تقل أعمارهم عن عامين. على سبيل المثال: يظهر الأطفال حديثو الولادة الذين تقل أعمارهم عن 3 أيام تفضيلًا لأصوات أمهاتهم.